# Samenstelling Riigikogu 2011-2015

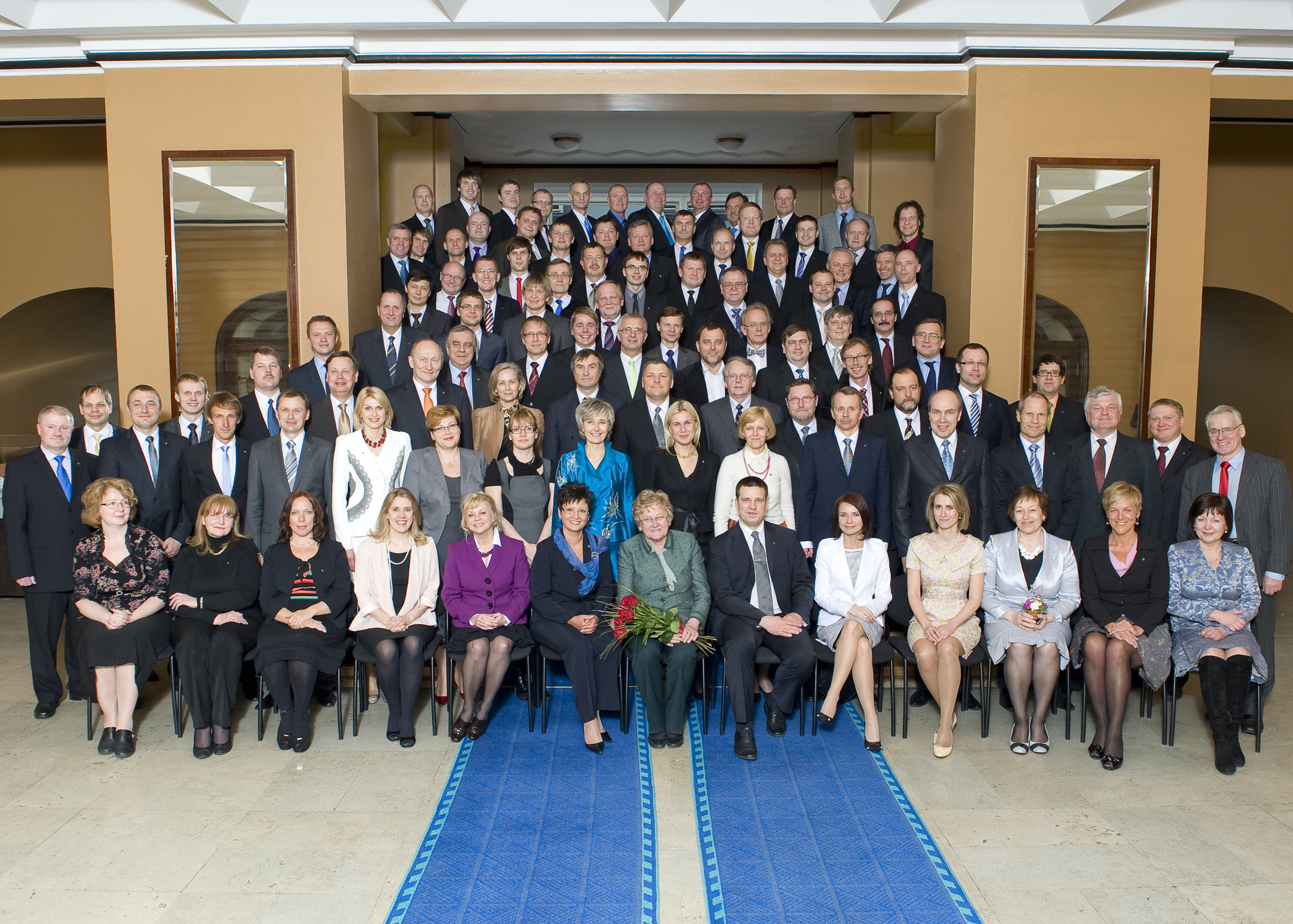
XII Riigikogu (2011)

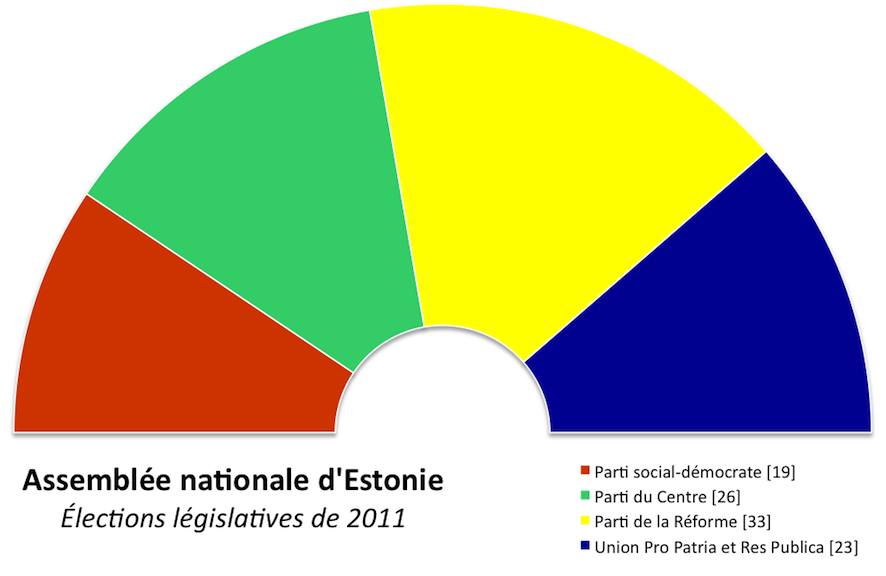
Zetelverdeling na de verkiezingen van 2011

De samenstelling Riigikogu 2011-2015 is een overzicht van de leden van het parlement van Estland in de periode tussen de Estische parlementsverkiezingen van 2011 en die van 2015. Het was de twaalfde zittingsperiode van de Riigikogu. De leden werden op 4 april 2011 beëdigd en een dag later trad het kabinet-Ansip III in functie. Die regering werd in maart 2014 tussentijds vervangen door het kabinet-Rõivas I.

## Gekozen bij de verkiezingen van 2011

### Eesti Reformierakond(33 zetels)
- Andrus Ansip (tot 6 april 2011 en van 27 maart 2014 tot 18 juni 2014)
- Urmas Paet (tot 6 april 2011)
- Kaja Kallas (tot 14 november 2011 en van 2 juli 2012 tot 18 juni 2014)
- Keit Pentus (tot 6 april 2011)
- Urmas Kruuse (niet geaccepteerd)
- Taavi Rõivas
- Igor Gräzin
- Jürgen Ligi (tot 6 april 2011 en vanaf 4 november 2014)
- Valdo Randpere
- Rein Lang (tot 6 april 2011 en vanaf 5 december 2013)
- Hanno Pevkur (tot 6 april 2011)

- Jaanus Tamkivi
- Urve Tiidus (tot 5 december 2013)
- Urmas Klaas (tot 9 april 2014)
- Väino Linde
- Rait Maruste
- Laine Randjärv
- Kristiina Ojuland (niet geaccepteerd)
- Kristen Michal (tot 6 april 2011 en vanaf 10 december 2012)
- Lauri Luik
- Mati Raidma (tot 17 november 2014)
- Aivar Sõerd

- Tarmo Leinatamm (tot 13 oktober 2014)
- Kalle Palling
- Kalle Jents
- Jüri Jaanson
- Aare Heinvee
- Meelis Mälberg
- Tõnis Kõiv
- Peep Aru
- Remo Holsmer
- Arto Aas
- Kalev Lillo

### Eesti Keskerakond(26 zetels)
- Edgar Savisaar (niet geaccepteerd)
- Jüri Ratas
- Mihhail Stalnuhhin
- Deniss Boroditš (vanaf 9 april 2012 als niet-ingeschrevene)
- Yana Toom (tot 20 juni 2014)
- Kadri Simson
- Valeri Korb
- Marika Tuus
- Eldar Efendijev

- Heimar Lenk
- Vladimir Velman
- Mailis Reps
- Kalle Laanet (vanaf 20 maart 2012 als niet-ingeschrevene)
- Olga Sõtnik
- Aadu Must
- Inara Luigas (vanaf 9 april 2012 als niet-ingeschrevene)
- Enn Eesmaa
- Lembit Kaljuvee (vanaf 9 april 2012 als niet-ingeschrevene)

- Aivar Riisalu
- Peeter Võsa
- Viktor Vassiljev
- Rainer Vakra
- Mihhail Kõlvart (tot 8 april 2011)
- Ester Tuiksoo (tot 1 juli 2014)
- Priit Toobal
- Kalev Kallo

### Isamaa ja Res Publica Liit(23 zetels)
- Mart Laar (tot 6 april 2011 en van 12 mei 2012 tot 13 juni 2013)
- Jaak Aaviksoo (tot 6 april 2011 en vanaf 27 maart 2014)
- Helir-Valdor Seeder (tot 6 april 2011 en vanaf 27 maart 2014)
- Tõnis Lukas
- Ene Ergma
- Erki Nool
- Marko Pomerants
- Juhan Parts (tot 6 april 2011 en vanaf 27 maart 2014)

- Marko Mihkelson
- Ken-Marti Vaher (tot 6 april 2011 en vanaf 27 maart 2014)
- Urmas Reinsalu (tot 14 mei 2012 en vanaf 27 maart 2014)
- Andres Herkel (vanaf 9 december 2013 als niet-ingeschrevene)
- Toomas Tõniste
- Kaia Iva
- Aivar Kokk
- Annely Akkermann

- Margus Tsahkna
- Priit Sibul
- Tõnis Palts
- Siim Valmar Kiisler (tot 6 april 2011 en vanaf 27 maart 2014)
- Sven Sester
- Reet Roos (tot 13 januari 2014)
- Indrek Raudne (tot 6 december 2011)

### Sotsiaaldemokraatlik Erakond(19 zetels)
- Peeter Kreitzberg (tot 3 november 2011)
- Sven Mikser (tot 27 maart 2014)
- Eiki Nestor
- Ivari Padar (niet geaccepteerd)
- Heljo Pikhof
- Indrek Saar
- Urve Palo (tot 15 maart 2013 en van 16 juni 2013 tot 27 maart 2014)

- Andres Anvelt (tot 27 maart 2014)
- Jaan Õunapuu
- Kalvi Kõva
- Marianne Mikko
- Neeme Suur
- Rannar Vassiljev

- Helmen Kütt (tot 27 maart 2014)
- Jevgeni Ossinovski (tot 27 maart 2014)
- Kalev Kotkas
- Jaak Allik
- Karel Rüütli
- Kajar Lember (tot 13 november 2013)

## Wijzigingen

### Wijzigingen in 2011
- 6 maart: Ivari Padar en Kristiina Ojuland (beiden Europarlementariërs), Edgar Savisaar (burgemeester van Tallinn) en Urmas Kruuse (burgemeester van Tartu) werden weliswaar verkozen, maar zij zien af van hun zetel in de Riigikogu. Ze worden vervangen door Rein Randver, Rein Aidma, Lauri Laasi en Margus Hanson.
- 6 april: Jaak Aaviksoo, Andrus Ansip, Siim-Valmar Kiisler, Mart Laar, Rein Lang, Jürgen Ligi, Kristen Michal, Urmas Paet, Juhan Parts, Keit Pentus, Hanno Pevkur, Helir-Valdor Seeder en Ken-Marti Vaher nemen plaats in het kabinet-Ansip III. Ze worden vervangen door respectievelijk Ülo Tulik, Andre Sepp, Peeter Laurson, Andrus Saare, Andrei Korobeinik, Tõnu Juull, Imre Sooäär, Raivo Järvi, Juku-Kalle Raid, Ülle Rajasalu, Einar Vallbaum, Siim Kabrits en Liisa-Ly Pakosta.
- 7 april: Ülle Rajasalu (gouverneur van Harjumaa) en Einar Vallbaum (gouverneur van Lääne-Virumaa) zien af van hun zetel en worden vervangen door respectievelijk Maret Maripuu en Paul-Eerik Rummo.
- 8 april: Mihhail Kõlvart neemt plaats in de gemeenteraad van Tallinn. Hij wordt op 11 april 2011 in de Riigikogu vervangen door Tarmo Tamm.
- 3 november: Peeter Kreitzberg komt te overlijden en wordt vervangen door Mart Meri.
- 14 november: Kaja Kallas neemt zwangerschapsverlof en wordt tijdelijk vervangen door Terje Trei.
- 6 december: Indrek Raudne neemt ontslag en wordt vervangen door Andres Jalak.

### Wijzigingen in 2012
- 20 maart: Kalle Laanet wordt uit de fractie van de Centrumpartij gezet. Hij gaat verder als niet-ingeschrevene.
- 9 april: Deniss Boroditš, Lembit Kaljuvee, Inara Luigas en Rainer Vakra verlaten uit protest de fractie van de Centrumpartij en gaan verder als niet-ingeschrevenen.
- 12 mei: Mart Laar legt zijn ministersambt vanwege gezondheidsredenen neer en keert terug in de Riigikogu. Hij vervangt Andrus Saare.
- 14 mei: Urmas Reinsalu wordt benoemd tot minister. Hij wordt in de Riigikogu vervangen door Mart Nutt.
- 19 juni: Raivo Järvi komt te overlijden en wordt vervangen door Kalev Kallemets.
- 2 juli: Kaja Kallas keert terug en neemt weer de plaats in van haar vervanger Terje Trei, die op zijn beurt Kalev Kallemets vervangt.
- 10 december: Kristen Michal legt zijn ministersambt neer na corruptiebeschuldigingen. Hij vervangt in de Riigikogu Terje Trei.
- 12 december: Taavi Rõivase wordt benoemd tot minister. Hij wordt in de Riigikogu vervangen door Tiina Lokk.

### Wijzigingen in 2013
- 22 januari: Tõnis Lukase wordt directeur van het Nationaal Museum van Estland. Mihhail Lotman zou hem vervangen, maar hij zag hiervan af. Lukase wordt uiteindelijk vervangen door Kaja Kreisman.
- 15 maart: Urve Palo gaat met ouderschapsverlof en wordt tijdelijk vervangen door Tiit Tammsaar.
- 13 juni: Mart Laar wordt benoemd tot voorzitter van de Raad van Commissarissen van de Bank van Estland. Hij wordt vervangen door Andrus Saare.
- 16 juni: Urve Palo keert terug in de Riigikogu en neemt weer de plaats in van zijn vervanger Tiit Tammsaar.
- 31 oktober: Aadu Musta wordt vervangen door Urbo Vaarmann.
- 13 november: Kajar Lember wordt vervangen door Jüri Morozov.
- 5 december: Urve Tiidus wordt benoemd tot minister. Ze wordt in de Riigikogu vervangen door Tarmo Mänd. Haar voorganger als minister, Rein Lang, neemt weer plaats in de Riigikogu en vervangt Andrei Korobeiniku.
- 9 december: Andres Herkel verlaat de fractie van Isamaa ja Res Publica Liit.

### Wijzigingen in 2014
- 13 januari: Reet Roos wordt vervangen door Lauri Vahtre.
- 27 maart: Andres Anvelt, Helmen Kütt, Sven Mikser, Jevgeni Ossinovski en Urve Palo nemen plaats in het kabinet-Rõivas. Ze worden vervangen door Barbi-Jenny Pilvre-Storgard, Katrin Saks, Kairit Pihlak, Etti Kagarov en Tiit Tammsaar. De ministers van het kabinet-Ansip III Jaak Aaviksoo, Andrus Ansip, Siim Valmar Kiisler, Juhan Parts, Urmas Reinsalu, Helir-Valdor Seeder en Ken-Marti Vaher keren terug in de Riigikogu. Zij vervangen Ülo Tulik, Andre Sepp, Kaja Kreisman, Juku-Kalle Raid, Mart Nutt, Andres Jalak en Siim Kabrits.
- 28 maart: Katrin Saks en Kairit Pihlak nemen ontslag. Ze worden vervangen door Tatjana Jaanson en Maimu Berg.
- 9 april: Urmas Klaas wordt burgemeester van Tartu. Hij wordt vervangen door Aivir Rosenberg.
- 18 juni: Andus Ansip en Kaja Kallas worden lid van het Europees Parlement. Ze worden in de Riigikogu vervangen door Andre Sepp en Kalev Kallemets.
- 20 juni: Yana Toom wordt lid van het Europees Parlement. Ze wordt in de Riigikogu vervangen door Mihhail Korb.
- 1 juli: Ester Tuiksoo wordt veroordeeld voor corruptie. Ze wordt in de Riigikogu vervangen door Siret Kotka.
- 14 oktober: Tarmo Leinatamma komt op 13 oktober 2014 te overlijden. Hij wordt twee dagen later vervangen door Innar Mäesalu.
- 4 november: Jurgen Ligi legt zijn ministersambt neer en keert terug in de Riigikogu. Hij vervangt Tõnu Juul.
- 17 november: Mati Raidma wordt benoemd tot minister in de plaats van Keit Pentus. Hij wordt op 17 november 2014 in de Riigikogu vervangen door Reno Laidre, de gouverneur van Tartu, die een dag later op zijn beurt wordt vervangen door Kalmer Lain.